# Japan Record Awards 2018
La 60ª edizione dei Japan Record Awards (第60回日本レコード大賞?, Dai 60-kai Nihon rekōdo taishō) si è svolta al New National Theatre di Tokyo il 30 dicembre 2018 ed è stata presentata da Shin'ichirō Azumi e dall'attrice Tao Tsuchiya, quest'ultima al debutto alla conduzione della kermesse. La cerimonia è stata trasmessa dall'emittente televisiva giapponese TBS, dalle ore 18:30 alle 22:00.
Le Nogizaka46 si sono aggiudicate per la seconda volta consecutiva il premio al miglior brano dell'anno con Synchronicity. Per il terzo anno consecutivo il premio è andato a un'artista femminile, in quanto Kana Nishino vinse la manifestazione nel 2016.
Il premio al migliore artista emergente è andato invece a Yūto Tatsumi.

## Artisti premiati
Japan Record Award
- Nogizaka46 – Synchronicity

Best Song Award
- AKB48 – Teacher Teacher
- Da Pump – U.S.A.
- Kiyoshi Hikawa – Shōbu no hanamichi
- Keyakizaka46 – Ambivalent
- Daichi Miura – Be Myself
- Hiroshi Miyama – Igosso damashii
- Kana Nishino – Bedtime Story
- Nogizaka46 – Synchronicity
- Sekai no Owari – Sazanka
- Twice – Wake Me Up

Best Vocal Performance Award
- Misia

Best New Artist Award
- Yūto Tatsumi

New Artist Award
- Bish
- Chuning Candy
- STU48
- Yūto Tatsumi

Best Album Award
- Kenshi Yonezu – Bootleg

Excellence Album Award
- Shinobu Ōtake – Shinobu avec Piaf
- The Beatniks – Exitentialist a Xie Xie
- Hikaru Utada – Hatsukoi
- Wagakki Band – Otonoe

Special Award
- Da Pump
- Tetsuya Komuro
- Southern All Stars
- Kenshi Yonezu

Achievement Award
- Akira Matsushima
- Hiromi Sano
- Kazuo Shirane

Lifetime Achievement Award
- Takayuki Inoue
- Yuichirō Oda
- Kirin Kiki
- Hideki Saijō
- Ken'ichirō Morioka

Japan Composer's Association Award
- Junretsu

Best Composer Award
- Manabu Maruya (Little Glee Monster – Sekai wa anata ni warai kakete iru)

Best Songwriter Award
- Gorō Matsui (Hiroshi Takeshima – Koimachi counter; Keisuke Yamauchi – Sarase fuyu no arashi)

Best Arranger Award
- Shingo Kubota (Leo Ieiri – Moshi kimi o yurusetara)